# Cent hommes et une jeune fille
Pour plus de détails, voir Fiche technique et Distribution.
Cent hommes et une jeune fille (Sabine und die 100 Männer) est un film ouest-allemand réalisé par Wilhelm Thiele, sorti en 1960.

## Synopsis
Depuis le retour chez lui de Viktor Lorenz, chef d'orchestre de la Seconde Guerre mondiale et prisonnier de guerre, il n'a plus aucun lien avec le secteur de la musique. Les années d'inaction l'ont rendu triste et maussade. Sa fille Sabine, qui travaille assidûment pour le garagiste Freitag et doit principalement servir les clients des stations-service, ne veut plus regarder le découragement de son père et décide ensuite d'agir de manière dynamique. Elle souhaite désespérément que Papa Viktor se produise à nouveau en tant que violon soliste, car elle sait que c'est toute sa vie. Avec une endurance infatigable, l'adolescente, soutenue par Wölfchen Freitag, presque du même âge, le fils du patron, et fait appel à d'autres violonistes, pianistes et flûtistes, souvent au chômage ou jouant pour des fêtes de famille, parfois très âgés, jusqu'à obtenir un orchestre symphonique complet de 99 hommes. L'un d'entre eux, Martin Mansfeld, était présent lorsque Viktor Lorenz, qui n'a pas le droit de tout savoir sur les efforts de Sabine, a donné son premier concert.
Une fois l'orchestre formé, il faut attirer le public, car telle est la condition de l'imprésario et agent artistique Duke, qui ne veut s’embarquer que si l’on trouve un nom bien connu qui participe à cette formation orchestrale. Et en effet, c’est finalement, par hasard, dans le journal que Sabine voit le concert du célèbre violoniste Yehudi Francisatti. Sabine est fasciné par l'homme et se faufile pour une répétition orchestrale du maestro, presque aperçu par le portier Schulz, qui fouille les rangées de sièges. Lorsque Cerbère disparaît à nouveau, Sabine écoute attentivement l'art de Francisatti. Lorsque la maestro se tait, elle se lève de son siège et applaudit avec frénésie, ce qui à son tour effraie l'orchestre de Francisatti et irrite le plus le maestro. Schulz retourne dans la salle de répétition et emmène Sabine par le col, mais la première étape est franchie.
Après quelques allers et retours, des sollicitations et un peu de patience, le grand violoniste se montre enfin prêt à aider Sabine avec sa grande idée. Le retour à la scène musicale est un heureux triomphe pour Viktor Lorenz. Au cours de tous ses efforts, l'amour dans la vie de Sabine n'est pas négligé, car, au cours de son appel téléphonique, elle a également rencontré un étudiant en musique, Michael Böhm, qui croyait d'abord qu'elle était une groupie.

## Fiche technique
- Titre français : Cent hommes et une jeune fille[1]
- Titre original : Sabine und die 100 Männer
- Réalisation : Wilhelm Thiele assisté de Carl von Barany
- Scénario : Curth Flatow (de), Hans Rameau
- Musique : Bert Grund (de), Gerhard Becker
- Direction artistique : Erich Kettelhut, Johannes Ott
- Costumes : Vera Mügge
- Photographie : Karl Löb
- Son : Clemens Tütsch
- Montage : Walter Wischniewsky
- Production : Artur Brauner
- Société de production : CCC-Film
- Société de distribution : DFH
- Pays d'origine :  Allemagne de l'Ouest
- Langue : allemand
- Format : Noir et blanc - 1,37:1 - Mono - 35 mm
- Genre : Comédie, musical
- Durée : 95 minutes
- Dates de sortie :
  - Allemagne de l'Ouest : 22 décembre 1960
  - France : 11 avril 1962[1]

## Distribution
- Sabine Sinjen : Sabine Lorenz
- Dieter Borsche : Viktor Lorenz, son père
- Yehudi Menuhin : Yehudi Francisatti, le maître violoniste
- Dietmar Schönherr : Michael Böhm, étudiant en musique
- Paul Hörbiger : Schulz, le portier
- Hubert von Meyerinck : Herzog, l'agent artistique
- Ernst Waldow : Krone, l'agent artistique
- Gerhard Hartig (de) : Oskar Freitag, garagiste
- Klaus Dahlen (de) : Wölfchen Freitag, son fils
- Friedrich Schoenfelder : William Hellberg
- Walter Bluhm : Wolke, serveur
- Karl Hellmer : Suhrmann, musicien
- Erich Dunskus : Max Dingelmann, musicien
- Ernst Sattler (de) : Martin Mansfeld, musicien
- Kunibert Gensichen (de) : Wilhelm Seefeld, musicien
- Lia Eibenschütz: la gouvernante

## Production
Cent hommes et une jeune fille est le remake de Deanna et ses boys (titre original : One Hundred Men and a Girl), film américain réalisé par Henry Koster, sorti en 1937. Le scénario s'appuie sur l'histoire écrite par Hanns Kräly.
Le tournage a lieu du 26 septembre au 24 novembre 1960.
Il s'agit du seul rôle de fiction joué par Yehudi Menuhin. Dans Le Cabaret des étoiles, film américain de Frank Borzage, sorti en 1943, il fait un caméo.
L'orchestre du film est l'Orchestre philharmonique de Berlin sous la direction de Ferenc Fricsay.
Le réalisateur Wilhelm Thiele met fin à sa carrière cinématographique et retourne aux États-Unis, après l'insuccès critique et public de Le Dernier Piéton (de) et de Cent hommes et une jeune fille, tous deux sortis en 1960. De son côté, le producteur Artur Brauner met fin à ses collaborations avec les réalisateurs germanophones exilés à Hollywood pendant le Troisième Reich.

## Source de traduction
- (de) Cet article est partiellement ou en totalité issu de l’article de Wikipédia en allemand intitulé « Sabine und die 100 Männer » (voir la liste des auteurs).